# Saxagliptine
La saxagliptine est une molécule antidiabétique, de la classe des inhibiteurs de dipeptidyl peptidase-4 (DPP4) ou gliptines

## Mode d'action
La saxagliptine inhibe la dipeptidyl peptidase-4 qui dégrade les incrétines, d'où une augmentation de leur effet.

## Indication
L'indication est le diabète de type 2. Bien que réduisant de manière efficace la glycémie des patients, il n'a pas été démontré de bénéfice en termes de risque de survenue de maladies cardio-vasculaires.

## Effets secondaires
En 2013, deux études associant les incrétines et les gliptines à un risque accru de pancréatites et de métaplasie des cellules ductales  ont été publiées, ce qui a amené la Food and Drug Administration (FDA) aux  États-Unis, puis l'Agence européenne des médicaments à demander des investigations complémentaires sur les risques pancréatiques des traitements basés sur ces molécules dans le diabète de type 2.
En Europe, les molécules impliquées dans ces demandes de recherche complémentaire sont : l'exénatide (Byetta, Bydureon), la liraglutide (Victoza), la lixisénatide (Lyxumia), la sitagliptine (Efficib, Januvia, Janumet, Ristaben, Ristfor, Tesavel, Velmetia, Xelevia), la saxagliptine (Komboglyze, Onglyza), la linagliptine (Jentadueto, Trajenta) et la vildagliptine (Eucreas, Galvus, Icandra, Jalra, Xiliarx, Zomarist).
Il existe un risque augmenté de survenue d'une insuffisance cardiaque nécessitant une hospitalisation sans que les raisons en soient claires.